# Semaine cycliste lombarde
La Semaine cycliste lombarde (en italien : Settimana Ciclistica Lombarda) est une course cycliste par étapes italienne disputée dans la Province de Bergame, en Lombardie.
Cette compétition fut organisée pour la première fois en 1970 sous le nom de Tour cycliste bergamasque (Giro Ciclistico Bergamasco). Elle fut ensuite nommée Semaine cycliste bergamasque (Settimana Ciclistica Bergamasca) de 1971 à 1998, pour prendre son appellation actuelle en 1999.
Jusqu'en 1987, elle n'était ouverte qu'aux amateurs, dont les coureurs d'Europe de l'Est qui en remportèrent plusieurs éditions.
En 2005, la Semaine cycliste lombarde a intégré l'UCI Europe Tour, d'abord dans la catégorie 2.2, puis 2.1. en 2007. Les éditions 2012 et 2014 sont annulées.

## Palmarès
| Année                        | Vainqueur                  | Deuxième              | Troisième                  |
| ---------------------------- | -------------------------- | --------------------- | -------------------------- |
| Tour cycliste bergamasque    |                            |                       |                            |
| 1970                         | Giuliano Marcuzzi          | Aldo Epis             | Gabriele Mirri             |
| Semaine cycliste bergamasque |                            |                       |                            |
| 1971                         | Rudolf Labus               | Aloïs Holic           | Tiziano Giacomini          |
| 1972                         | Fausto Bertoglio           | Serge Parsani         | Enrico Camanini            |
| 1973                         | Jiří Mainuš                | Claudio Bortolotto    | Fiorenzo Ballardin         |
| 1974                         | Stanislaw Szozda           | Franky De Gendt       | Jadensz Mytnik             |
| 1975                         | Valeri Tchaplyguine        | Vittorio Algeri       | Walter Polini              |
| 1976                         | Vittorio Algeri            | Rinat Charafouline    | Roberto Ceruti             |
| 1977                         | Janusz Bieniek             | Orfeo Pizzoferrato    | Giuliano Biatta            |
| 1978                         | Alessandro Pozzi           | Tommy Prim            | Francesco Masi             |
| 1979                         | Alberto Minetti            | Tommy Prim            | Hinek Duracek              |
| 1980                         | Czesław Lang               | Piero Ghibaudo        | Alessandro Paganessi       |
| 1981                         | Giovanni Fedrigo           | Helmut Wechselberger  | Giovanni Testolin          |
| 1982                         | Vladimir Kazarek           | Jesper Worre          | Luigi Busacchini           |
| 1983                         | Andrzej Serediuk           | Thurlow Rogers        | Stefano Tomasini           |
| 1984                         | Flavio Giupponi            | Thurlow Rogers        | Mario Kummer               |
| 1985                         | Youri Kachirine            | Viktor Klimov         | Bruno Bulic                |
| 1986                         | Zenon Jaskuła              | Ivan Romanov          | Luca Gelfi                 |
| 1987                         | Vladimir Poulnikov         | Viktor Klimov         | Fabian Fuchs               |
| 1988                         | Non-disputé                | Non-disputé           | Non-disputé                |
| 1989                         | Ivan Ivanov                | Vladimir Poulnikov    | Dimitri Konyshev           |
| 1990                         | Nikolai Golovatenko        | Walter Magnago        | Emanuele Bombini           |
| 1991                         | Lance Armstrong            | Fabio Bordonali       | Wladimir Belli             |
| 1992                         | Pavel Tonkov               | Viatcheslav Djavanian | Zbigniew Piątek            |
| 1993                         | Enrico Zaina               | Evgueni Berzin        | Bruno Leali                |
| 1994                         | Wladimir Belli             | Giuseppe Guerini      | Pavel Tonkov               |
| 1995                         | Massimiliano Lelli         | Giuseppe Guerini      | Ruggero Borghi             |
| 1996                         | Pavel Tonkov               | Leonardo Piepoli      | Stefano Faustini           |
| 1997                         | Emanuele Lupi              | Luca Mazzanti         | Giuseppe Di Grande         |
| 1998                         | Pavel Tonkov               | Markus Zberg          | Enrico Zaina               |
| Semaine cycliste lombarde    |                            |                       |                            |
| 1999                         | Raimondas Rumšas           | Nicola Miceli         | Enrico Zaina               |
| 2000                         | Serhiy Honchar             | Gilberto Simoni       | Didier Rous                |
| 2001                         | Serhiy Honchar             | Pascal Hervé          | Didier Rous                |
| 2002                         | Tadej Valjavec             | Michele Scarponi      | Kim Kirchen                |
| 2003                         | Julio Alberto Pérez Cuapio | Timothy Jones         | Steve Zampieri             |
| 2004                         | Michele Scarponi           | Timothy Jones         | Radosław Romanik           |
| 2005                         | Riccardo Riccò             | Alexander Efimkin     | Marco Osella               |
| 2006                         | Robert Gesink              | Aliaksandr Kuschynski | Graziano Gasparre          |
| 2007                         | Alexander Efimkin          | Sylwester Szmyd       | Domenico Pozzovivo         |
| 2008                         | Danilo Di Luca             | Paolo Savoldelli      | Daniele Pietropolli        |
| 2009                         | Daniele Pietropolli        | Mauricio Soler        | Davide Rebellin            |
| 2010                         | Michele Scarponi           | Riccardo Riccò        | Przemysław Niemiec         |
| 2011                         | Thibaut Pinot              | Simone Stortoni       | Davide Rebellin            |
| 2012                         | Pas de course              | Pas de course         | Pas de course              |
| 2013                         | Patrik Sinkewitz           | Radoslav Rogina       | Francesco Manuel Bongiorno |